# 유럽 고속도로 65호선
유럽 고속도로 65호선(영어: European route E65)는 국제 연합의 국제 E-로드 네트워크의 노선으로 남북 방면 주요 도로이다. 스웨덴의 말뫼를 출발점으로 폴란드와 체코, 슬로바키아, 헝가리, 크로아티아, 보스니아 헤르체고비나, 몬테네그로, 세르비아, 코소보, 북마케도니아를 거쳐 그리스의 하니아를 종착점으로 한다.